# Турция
Ту̀рция (на турски: Türkiye) или Репу̀блика Ту̀рция (на турски: Türkiye Cumhuriyeti) е държава, чиято територия е почти изцяло разположена в Азия (97%), а останалите 3% – на Балканския полуостров в Югоизточна Европа, но повече от 20% от населението ѝ живее на Балканския полуостров. Турция граничи с 8 държави – (2 в Европа и 6 в Азия). Граничи на изток с Грузия, Армения, Азербайджан и Иран; на юг – с Ирак и Сирия; на запад – с Егейско море и островите в него, Гърция и България. Има излаз на Средиземно море на юг, Егейско море на запад, Черно море и Мраморно море на север. Тук са важните проливи Босфор и Дарданели. До 1922 г. територията на днешната държава е в центъра на Османската империя. Площта ѝ е 783 562 km², от които (769 632 km²) суша и (13 930 km²) водна площ. Разположението на Турция между Европа (3% от територията) и Азия я прави страна от особено геостратегическо значение. С 85 млн. души население тя е 18-ата страна по население в света.
Сунитският ислям се изповядва от 90% от населението на страната, а останалата част изповядва най-вече алевитство, юдейство и православно християнство. Официален език е турският, а официална религия няма. Турция членува в организации като НАТО, ОИСР, Съвет на Европа, ОССЕ и Г-20. Турция започва преговори за пълноправно членство в Европейския съюз през 2005 година. Турция също така засилва връзките си и със страните от Централна Азия, Африка, Близкия Изток чрез членството си в организации, като Организация Ислямска конференция и Организация за икономическо сътрудничество.

## География

### Разположение
Турция оформя мост между Югоизточна Европа и Близкия Изток, като азиатската и европейската част на страната са разделени от Мраморно море и проливите Босфор (свързващ Мраморно и Черно море) и Дарданели (свързващ Мраморно и Егейско море), през които преминават водните пътища от Черно море до Средиземно море. В Европейска Турция, включваща Източна Тракия с по-голямата част от град Истанбул и няколко острова в Мраморно и Егейско море (Мармара, Авша, Пашалиман, Имброс и други), влизат 3% от територията на страната. Останалите 97% от територията са в Азия.
Конфигурацията на територията на Турция наподобява изтеглен от запад на изток правоъгълник, разположен между 36° и 42° северна ширина и между 26° и 45° източна дължина. Разстоянието от запад на изток между най-западната (нос Авляка (Инджирбурну, на турски: İncirburnu) на остров Имброс) и най-източната точка (край град Аралък) превишава 1600 km, а най-голямата ширина (между остров Тавшан на север и нос Анамур на юг) достига 650 km. Най-западната точка в континенталната част на страната е нос Баба, който е също и най-западната точка на континента Азия. Общата дължина на границите е 2667 km, като Турция граничи с 8 държави – България и Гърция на северозапад, Сирия и Ирак на югоизток и Иран, Азербайджан, Армения и Грузия на изток.
Докато северната и южната брегова линия към Черно и Средиземно море са слабо разчленени, брегът на Егейско море е с множество дълбоко навлизащи в сушата заливи и разположени между тях полуострови.
- Спътникова снимка на Босфора, направена от Sentinel-2 през май 2020 г.
- Панорама от Понтийските планини
- Връх Демирказък

### Релеф
По-голям дял от азиатската част е планинска. На север са разположени Понтийските планини, на юг – Тороските планини, а между тях е разположено Анадолското плато, още известно като Малоазиатското плато. Най-висока точка в страната е затихналият вулкан Арарат, който е 5165 m.

### Климат
Средиземноморското крайбрежие, Източна Тракия и западната част на Мала Азия имат средиземноморски климат с горещо и сухо лято и мека влажна зима (Csa по Кьопен). По черноморското крайбрежие климатът е океански (Cfb по Кьопен) с по-студена зима и по-влажно лято. Този район е най-влажната част на страната, като в източните области годишните валежи достигат 2500 mm. По черноморското крайбрежие сняг вали почти всяка година, макар че не се задържа за повече от няколко дни, докато в областите със средиземноморски климат снеговалежите са рядкост.
Климатът във вътрешността на Турция е значително по-суров, тъй като крайбрежните планински вериги ограничават средиземноморското влияние. В Централен Анадол климатът е полупустинен (Bsk по Кьопен), със зимни температури под 1 °C и сухо и горещо лято с температури над 30 °C. Годишното количество на валежите е около 400 mm с известни разлики, в зависимост от надморската височина. Най-сухи са областите около Кония и Малатия, където годишните валежи често са под 300 mm.
В източната част на Анадолското плато климатът е средиземноморски континентален (Dsa и Dsb по Кьопен) и континентален (Dfb по Кьопен) с добре обособени сезони. Зимите могат да бъдат много тежки, като в източните райони температурите достигат до −40 °C, а снегът през някои години се задържа в продължение на 120 дни.

### Флора и фауна
Открито е голямо разнообразие от растителни видове – от субтропични до умерени и от пустинни до алпийски. В планините в южна, югозападна и Северна Турция има обширни иглолистни насаждения с търговско значение, а също и широколистни гори. В югозападните части от страната виреят женско биле, дъб, дива маслина. Сред животинските видове преобладават елен лопатар, червен елен, сърна, муфлон, диво прасе, заек, турски леопард, кафява мечка, червена лисица, газела, белка, златка, дива котка, рис, видра, язовец. Голямо е и разнообразието от птици, включващо снежна яребица, пъдпъдък, голяма дропла, малка дропла, фиш, бекас, също и различни видове гъски, патици, дърдавци. Срещат се около 30 вида змии. С търговска цел се отглеждат пчели и копринени буби.

## История
Преди да стане център на Османската империя този регион в далечното минало е бил значителна част от древните държави Грузия (Колхида и Иверия), Персия, Армения, Рим и Византия.

### Древна история
Полуостров Мала Азия (Анатолия), включващ по-голямата част от днешна Турция, е една от най-отдавна заселените части на света. Неолитните селища, като Чаталхьоюк, Чайоню, Невалъ Чори, Хаджълар, Гьобекли тепе и Мерсин, са едни от най-старите известни в целия свят. Селището Троя възниква през неолита и се използва без прекъсване до желязната епоха.
В древността жителите на Анатолия говорят индоевропейски, семитски и картвелски езици, както и множество езици с неизяснена класификация. Основавайки се на древността на индоевропейските хетски и лувийски език, някои учени смятат, че именно Анатолия е хипотетичният център, от който започва разпространението на индоевропейските езици.
Хатите са древен народ, обитавал югоизточните части на Анатолия поне от 23 век пр.н.е., който е постепенно погълнат от индоевропейците хети, заселили се в този регион през 20 – 18 век пр.н.е. Хетите създават и първата силна държава по тези земи, просъществувала до 13 век пр.н.е. Асирийците завладяват най-югоизточните области на днешна Турция още в средата на 20 век пр.н.е. и те остават под техен контрол до 612 година пр.н.е., когато самата Асирия е подчинена от Вавилония.
След разпадането на държавата на хетите, хегемония в Мала Азия установяват фригийците, също индоевропейски народ. Тяхната държава от своя страна е унищожена през 7 век пр.н.е. от нашествията на кимерийците. След падането на Фригия в Мала Азия се установяват няколко по-малки държави, най-влиятелни сред които са Лидия, Кария и Ликия.
От 12 век пр.н.е. по западното крайбрежие на Мала Азия започват да се заселват еолийски и йонийски гърци. Те основават там множество колонии, сред които Милет, Ефес, Смирна (днес Измир) и Византион (днес Истанбул). През 6 век пр.н.е. в източната част на днешна Турция възниква и първата от поредица държави, носеща името Армения. Малко по-късно Мала Азия е завладяна от персийското Ахеменидско царство, а през 334 година пр.н.е. е присъединена към империята на Александър Македонски. След неговата смърт там се установяват няколко по-малки елинистични държави (Витиния, Кападокия, Пергам, Понт), които просъществуват до средата на 1 век пр.н.е., когато са завладени от Римската република.

### Римска и Византийска епоха
- През 44 – 57 г. пътешествия на Апостол Павел през градовете на Анатолия.
- През 326 г. Константин Велики пренася столицата на Римската империя във Византион, през 330 г. го преименува в Константинопол.
- През 395 г. e в състава на Византийската империя;

### Възход на Османската империя
- През 1037 – 1109 г. съществува държавата Велики Селджук с център днешен Иран.
- През 1288 – 1320 г. османците започват създаването на своя държава, прераснала в Османска империя.
- През 1326 г. османците завладяват Пруса.
- През 1371 г. e битката при Черномен – християнските сили не успяват да се противопоставят на османците.
- През 1387 г. e битката при Плочник – православните държави на Балканския полуостров, чиито войски са предвождани от княз Лазар, разгромяват турската армия.
- През 1389 г. e битката при Косово поле, поражение за православните страни, убити са княз Лазар и султан Мурад I.
- През 1393 г. турците завладяват Велико Търново, столицата на Търновското царство. Царството на цар Иван Шишман става васално на османлиите. През 1395 г., след битката край Ровиние, цар Йоан Шишман е обезглавен и васалитета на царството е премахнат. Търновското царство престава да съществува – гр. Никопол, последната столица, е превърната от турците в областен град (санджак).
- През 1396 г. кръстоносната войска на Сигизмунд е разбита от Баязид I край Никопол. Преследвайки разгромената войска покрай Дунав, той достига до Видин (столицата на Видинско царство). След кратка обсада на града, Йоан Срацимир е принуден да абдикира (тронът се заема от сина му цар Константин II), а царството става васално на османците.
- През 1402 г. Баязид е разгромен от Тамерлан край Анкара, наследниците му започват ожесточена борба за престола. Цар Константин II отхвърля васалитета и заедно с Фружин (синът на Шишман) вдигат въстание за отвоюването на България.
- През 1422 г. Османлиите окончателно завладяват Видинското царство, цар Константин II е принуден да се установи в Белград, където не след дълго умира.
- През 1453 г. e превзет Константинопол, с което Византия престава да съществува.
- През 15 – 16 век са покорени Гърция, Босна, Трапезунд, Влашко, части от Унгария, Крим, Армения, Сирия, Египет, Хеджаз, Северна Африка, Кипър.
- 1514 – 1517 г. султан Селим I Явуз (Свирепия) разгромява персийската армия, разширява границите на империята до Етиопия, Централна Африка и Индийския океан. С превземането на Египет той отнема властта на тамошните халифи и става най-силният суверен в ислямския свят, едновременно султан и халиф.
- Периодът 1520 – 1566 г. е под управлението на султан Сюлейман I Кануни, наречен в Европа Великолепни, а в Турция – Законодателя. Най-голям разцвет на империята.

### Упадък и опити за модернизация
- През 1683 г. е първо поражение на османците при Виена от обединената армия на австрийци и поляци – начало на териториални загуби и упадък на Османската империя.
- През 1783 г. империята губи Крим; 1800 г. – Египет; 1829 г. – Сърбия и Влашко; 1876 – 1909 г. – управлението на султан Абдул Хамид II – последния султан, имащ все още някакво могъщество. Той прави опит да запази владенията на империята в поредица войни: 1878 г. – България; 1882 г. – Северна Африка; 1912 г. – Либия; 1913 г. – европейските си владения, в Балканската война.
- През 1914 – 1918 г. Османската империя търпи поражение в Първата световна война – ликвидация на Османската империя.
- Твърди се, че през 1915 – 1916 са извършени три геноцида: арменският геноцид (Турция отхвърля термина геноцид като твърди, че убийствата били междуетнически), Геноцидът над Понтийските гърци, и Геноцидът над асирийския народ (който за разлика от другите два народа е бил на стотици километри от фронтовите линии).

### Република Турция
- През 1920 г. от Османската империя, победена в Първата световна война, се иска да подпише Севърския мирен договор и властта в Истанбул е готова да го направи, но Кемал Ататюрк, който е освободил Централна Мала Азия от окупаторите, отказва да подпише договора. Територията ѝ е разделена на части с различен юридически статут.
- През 1921 – 22 г. Ататюрк отблъсква гръцки опит за настъпление с посока Централна Анатолия. Жертва на последвалата контраофанзива става цивилното население на Измир (Смирна). Традиционно гръцкият град е подложен на тежки разрушения (14 септември 1922 г.). Част от гърците, цивилни и военни, успяват да се евакуират на съседните острови. (виж Гръцко-турска война (1919 – 1922).)
- На 24 юли 1923 г. е подписан Лозанския мирен договор. Турция е единствената победена в Първата световна война страна, която успешно съумява да се противопостави на Версайските решения от 1919 – 1920 г. Като последствие от този договор 1,3 млн. гърци са принудени да напуснат Мала Азия, а 400 хил. турци и помаци – Западна Тракия и Егейска Македония.
- В резултат на националноосвободително движение на 29 октомври 1923 г. Турция е провъзгласена за република – първа в Близкия и Средния Изток, столицата е преместена в Анкара и е приета Конституция.
- 1923 – 1938 г. Мустафа Кемал Ататюрк провежда коренни промени в турското общество. Забранено е многоженството, носенето на фесове. Въведени са правна система от европейски тип, задължително сключване на граждански брак, григорианския календар, неделята е обявена за почивен ден. Много от градовете са преименувани с турски имена. Ислямът е отделен от държавата, въвежда се латинската азбука вместо арабската. Жените имат право на глас. Всички жители на страната са задължени да приемат фамилно име (преди това мюсюлманите са имали право на избор), а на самия Мустафа Кемал парламентът присъжда титлата Гази (Победоносец). По-късно по свое желание той приема името Ататюрк (Баща на турците).
- Ататюрк умира на 10 ноември 1938 г. и властта преминава в ръцете на неговия съратник Исмет Иньоню, външната политика на Турция става прогерманска, а след края на Втората световна война – прозападна. Турция запазва неутралитет през Втората световна война.
- Член на ООН от 1945 г.
- 1946 – 1950 г.: създаване и укрепване на демократичните институции. На изборите побеждава Демократическата партия.
- През 1948 г. страната получава икономическа помощ по плана Маршал.
- През 1952 г. Турция става член на НАТО.
- През септември 1980 г. висшето армейско ръководство извършва военен преврат. Съветът за национална сигурност, възглавяван от генерал Кенан Еврен, продължава икономическите реформи.
- През 2013 г. избухват антиправителствени протести, а в края на годината и корупционен скандал.
- Между 15 и 16 юли 2016, в Турция се извършва опит за военен преврат, който е неуспешен. След тези екстремни събития е проведен референдум, според резултатите от който Турция става президентска република, а длъжността на министър-председателя е премахната.

## Население
| Народности в Турция | Народности в Турция | Народности в Турция | Народности в Турция | Народности в Турция |
| ------------------- | ------------------- | ------------------- | ------------------- | ------------------- |
| Народности          |                     |                     | Дял                 |                     |
| Турци               | Турци               |                     | 76.03%              | 76.03%              |
| Кюрди               | Кюрди               |                     | 15.07%              | 15.07%              |
| Други               | Други               |                     | 9.10%               | 9.10%               |

Столицата на Турция и вторият най-голям град е Анкара, най-големият е Истанбул. Някои от другите по-големи градове са Измир, Бурса, Адана, Газиантеп, Кония, Анталия, Диярбакър, Мерсин, Кайсери, Самсун.
Населението на Турция е 82 003 850 към 2018 г. спрямо 80 810 525 към 31.12.2017 г. и е над 98% мюсюлманско (включвайки нерелигиозните мюсюлмани). 75 – 76% турско, 14 – 15% от населението са кюрди, а 7 – 10% други етнически малцинства. В Турция живеят около 300 000 души с уйгурски произход, както и около 400 хил. души с абхазки грузински произход.

## Държавно устройство
Турция е република начело с президент. Съгласно конституцията от 1982 г. президентът се избира от парламента за срок от 7 години и не може да бъде преизбиран. В съответствие с поправките, приети с референдума от 21 октомври 2007 г., държавният глава вече се избира с всенародно гласуване за срок от 5 години, с възможност за преизбиране за още един мандат. Изборите за парламент са веднъж на 4 години (преди 2007 г. на 5 години).
Законодателната власт принадлежи на еднокамерен парламент от 600 депутати – Турското велико народно събрание (Великия меджлис), а изпълнителната – на правителство начело с министър-председател.
На 12 септември 2010 г. е проведен още един референдум за поправки в конституцията на страната. С 58% от гласовете турците внасят изменения в конституцията, с които задълбочават демократизацията на страната. В частност, ограничено е влиянието на армията върху политическия и обществения живот.
Република Турция е основана през 1923 г. от Мустафа Кемал Ататюрк, който прави редица реформи и превръща остатъците от Османската империя в модерна, светска и западноориентирана държава. С годините страхът от прекалено западната ориентация води до военен преврат на лявото крило в правителството на Аднан Мендерес през 1961 г., а страх от присъединяване към Източния блок – до два дясноориентирани военни преврата (през 1971 г. и 1980 г.). През 1952 г. Турция става членка на НАТО и се стреми да се присъедини към Европейския съюз. На 17 декември 2004 г. официално са отворени преговорите за кандидат-присъединяването ѝ.
Турция е замесена в международния спорен въпрос за Кипър, а твърденията за геноцида над арменците (1915/16 г.) в Османската империя също така продължават да влияят на международните ѝ отношения.

### Административно деление
Република Турция е разделена на 81 вилаета (на турски: iller, ед. ч. – il), управлявани от назначен валия (на турски: vali). Всеки от вилаетите се състои от няколко околии (ilçeler, ед. ч. – ilçe). Административният център на вилаета формира централна околия (merkez ilçe), начело на централната околия стои заместник валията на вилаета, всички останали околии във вилаета си имат собствени каймаками (околийски управители), назначавани от валията и правителството. По данни от 2007 г. Турция е разделена на 923 околии.
Обикновено всяка околия се състои от една община (на турски: belediye – беледийе), чиито кмет се избира в преки избори от населението. Когато една околия е прекалено голяма по територия, население или по други причини, се обособява повече от една община (на турски: belde – белде). Разликата между двата вида общини е, че вторите са в по-гъсто населените вилаети и в районите на големите градове и тази им близост е причината да не бъдат обособени в отделни околии.
Обикновено вилаетът и околиите носят името на административния си център, като изключения правят само Хатай (Антакия), Коджаели (Измит) и Сакария (Адапазаръ).

### Въоръжени сили
Турските въоръжени сили (Въоръжени сили на Турция и Севернокипърска турска република) се състоят от сухопътни войски, военноморски флот и военновъздушни сили, подчинение на военното министерство. Граничните войски и бреговата охрана са на подчинение на МВР.
Със своите 622 129 души в редовни формирования, турската армия е девета в света по численост и втора в НАТО след тази на САЩ. Полупрофесионална. На военна повинност подлежат всички мъже, навършили 20-годишна възраст.
През втората половина на XX век турските въоръжени сили играят важна роля във вътрешната политика на Турция, където участват в няколко военни преврата, най-вече с цел опазване светския характер на държавата.

## Икономика
Турската икономика е петнадесетата най-голяма в света по паритет на покупателната способност и седемнадесетата най-голяма в света по номинална стойност на БВП. След тежката икономическа криза от 2001, турската иконимика се е увеличавала средно със 7,4% на година до 2006 г., 4,7% за 2007 г., през 2008 растежът спада до 3,5%. През 2009 година икономиката на страната намалява до около 3% поради негативното влияние на световната икономическа криза. От 2010 до 2012 г. икономиката се повишава средно с около 5,2% на година. Правителството на Турция цели до 2023 година тя да е сред десетте най-развити икономики в света, също така до 2023 година се планира износът ѝ да се повиши до 500 млрд. щ.д.
Турция има силен и бързо растящ частен сектор, но държавата все още играе важна роля в първичните индустрии, банковия сектор, транспорта и комуникациите. Турската икономика става все по-зависима от индустрията на големите градове (най-вече в Западна Турция), въпреки това селското стопанство остава важен сектор за икономиката, като за 2010 г. формира 10% от брутния вътрешен продукт и дава работа на около 25% от заетите в страната. През 2012, 9% от БВП на Турция идва от селското стопанство, 28% от индустрията и 63% от обслужващия сектор.
Добиват се въглища (за 2010 г. около 70 млн. т.), нефт (за 2010 г. около 55 хил. барела на ден), хром, волфрам, мед, боксит, сяра, около 63% от всички запаси на бор се намират в Турция. Турция е вторият по големина доставчик на текстил за ЕС и е сред най-големите производители на плодове и зеленчуци в Европа (за 2009 г. около 27 млн. тона, което се равнява на около 60% от продукцията на ЕС).
Стартиралият през 70-те години на XX век проект Югоизточен Анадол цели намаляването на различията между богатата западна част и по-бедната, населена отчасти с кюрди източна част.

### Селско стопанство
За 2016 г. Турция е най-големият производител на лешници, череши, смокини, кайсии и нар, както и вторият най-голям производител на дюли и дини, а също и третият най-голям производител на краставици, зелен пипер, леща и шамфъстък.

### Промишленост
Индустрията на страната се развива с бързи темпове. През 2009 Турция е изнесла текстил и дрехи на стойност 12,9 милиарда щатски долара, като близо 80% са изнесени за членките на ЕС. Турските компании BEKO и Vestel са сред най-големите производители на бяла и черна техника в Европа. Тези две конкурентни компании за 2005 г. произвеждат над половината от всички телевизори в Европа. За 2008 г. Турция е трета в Европа (след Германия и Италия) и пета в света по износ на битова техника (около 4% в световен мащаб), а също така в страната се произвеждат над 15% (по данни от 2005 година) от дигиталните устройства на Стария континент.
Автомобилостроенето също е добре развито. Много световни марки имат заводи в страната: Toyota, Ford, Honda, Opel, Hyundai, Mercedes-Benz, MAN AG и други. Автомобили произвеждат и няколко турски марки, като Tofaş, Etox, Otosan и Oyak-Renault. През 2008 година Турция е произвела 1 147 110 моторни превозни средства, което прави страната шести най-голям производител в Европа и петнадесети най-голям производител в света. Турция е на едно от челните места по производство на камиони в Европа. Турските компании като TEMSA, Otokar и BMC са световни лидери в производството на автобуси, минибуси и камиони.
Турция е една от водещите в света в корабостроене и на четвърто място в света по произведени мега яхти (с дължина над 25 метра). За 2011 г. турската корабостроителна индустрия е реализирала износ на стойност 1,2 млрд. щатски долара.

### Туризъм
Туризмът е един от най-бързо развиващите се сектори в Турция. Главни туристически центрове на страната са Истанбул, Анталия, Бодрум, Мармарис, Измир и други. Силно развити са морският, културният и спа туризмът. Само през 2008 г. страната е била посетена от 31 млн. туристи, които са донесли приходи на страната от 22 млрд. щатски долара. През 2009 г. заетите в областта на туризма са били от порядъка на 3,6 милиона. Правителството на Турция има цел до 2023 г. държавата да се превърне в целогодишна дестинация, като големи инвестиции се правят и в зимния туризъм. Турция е посещавана най-вече от туристи, граждани на Германия, Великобритания, Русия, Холандия, Израел, Иран. Българските туристи също се увеличават всяка година заради добрите хотели, конкурентните цени и доброто и атрактивно обслужване.
- Мавзолеят на Ататюрк, Анкара
- Кападокия
- Султан Ахмед джамия
- Топкапъ сарай
- Библиотеката на Целз в Ефес
- Изглед на част от крайбрежието на Фетхие
- Малоазийският Олимп е популярна ски дестинация в Турция
- Памуккале

## Култура

### Религия
Турция е светска държава, която е пионер на такава социална система в ислямския свят. Ататюрк премахва исляма като държавна религия през 1928 г. и съответно формира законодателна рамка за предотвратяване на влиянието на религиозното ръководство върху властта. Турската конституция предвижда свобода на религията и съвестта. Около 99% от населението декларира своята религиозна принадлежност. Независими анкети обаче показват, че около 3% от възрастните не са идентифицирали връзката си с религията, твърдейки, че „нямат религиозни убеждения“ или „не вярват в религиозните доктрини“.
Турция е известна с множество религиозни и религиозни сгради, някои от които са от световно значение. В страната има голям брой джамии – 78 хиляди. Освен това в църквите са регистрирани 321 конгрегации от различни християнски вероизповедания и дестинации, има 36 еврейски синагоги, както и множество исторически религиозни сгради, които се считат за културно наследство на страната.

### Мода
Известни турски модни дизайнери, чиито облекла се определят като haute couture, са Ерай Дойранлъ (на турски: Eray Doyranlı) и Ерол Албайрак (на турски: Erol Albayrak).

## Други
- Транспорт в Турция
- Външна политика на Турция